# THE REFLECTION
『THE REFLECTION』（ザ・リフレクション）は、日米合作による日本のテレビアニメ作品。
全世界同時配信され、日本では2017年7月22日から10月7日まで、NHK総合にて毎週土曜23時 - 23時25分（日本時間）に地上波放送された。日本以外ではクランチロールが窓口となって欧米中心に配信し、アジアなどそれ以外の地域でも他のプラットフォームによって配信された。日本では同年7月23日よりAmazonプライム・ビデオやビデオパス等で配信された。

## 概要
本作は、多くの人々が命を落とした地球規模の謎の大災害「リフレクション」が起きた世界を舞台に、能力者「リフレクティッド」となった人々の戦いを描く物語。
『アベンジャーズ』シリーズや『X-MEN』シリーズ、『スパイダーマン』などの原作者として知られるアメリカン・コミックス界の巨匠スタン・リーが原作と製作総指揮、テレビアニメ『蟲師』『惡の華』など独創性の高い作品に定評のあるアニメ監督の長濵博史がリーとの共同原作と監督、およびキャラクター原案を務めた。キャラクターデザインには、長濵監督の要請を受けて『蟲師』でタッグを組んだ馬越嘉彦が参加した。製作はリー率いるPOW! ENTERTAINMENTと、日本のアニメ制作会社スタジオディーンが共同で行った。アニメーション制作を担当したスタジオディーンがNHK総合で流れるアニメを作ったのは、創立42年で本作が初めてのことだった。音楽プロデューサーは、ポール・マッカートニーやイエス、ペット・ショップ・ボーイズらをプロデュースして1980年代のポップ・ミュージックシーンに多大な影響を与え、「80'sを生み出した男」と讃えられるイギリスのミュージシャン、トレヴァー・ホーンが担当。本人が歌う劇中歌「SKY SHOW」や9nineが歌うエンディングテーマ「SunSunSunrise」の楽曲プロデュースも手掛けた。
本編にはスタン・リーやトレヴァー・ホーンが本人役として登場し、英語版では声優も担当している。また9nineのメンバーは、「悪と戦う日本の女子高生ヒーロー」役でアニメキャラクターとなって劇中に登場し、全言語版で声優も担当した。
制作発表時のタイトルは『THE REFLECTION WAVE ONE』だったが、2017年6月に「THE REFLECTION」に変更され、これが正式タイトルとなった。
本作は、アメコミ原作者として知られるスタン・リーが晩年に日本の企業やアーティストと組んで制作していた一連の作品群の一つだった。リーは放送翌年の2018年11月に逝去したため、本作が本人の直接関わった最後のアニメ作品となった。共同原作者の長濵はリーの訃報に際し、本作のTwitter公式アカウントにて「リフレクションの続編を作って、約束を叶えるよ」と発言し、2017年12月2日に幕張メッセで開催された「東京コミコン2017」で、「続きを作ろうとしている。やります!」「それぞれのヒーローを掘り下げる話をやりたい」と発言している。

## 制作

### 作品成立の経緯
スタン・リーとともに原作を手がけた長濵の本作の構想は約20年にも及ぶ。無名の頃からアメリカン・コミックスが好きなことを周囲に発信し続けていたおかげで、大ファンだったスタン・リーと会う機会を得た。長濵が日本人でありながらアメコミに詳しいことがわかると、スタン・リーの方から作品作りを誘ってきて、2010年頃にアニメの企画が始まった。キャラクターやストーリーも完成して、あとは作るだけという状態だったが、諸事情で中止となった。
それから数年後、スタン・リーから新企画への誘いの連絡があり、話し合いのためにすぐに渡米した。その際、POW!の共同経営者で社長のギル・チャンピオンからビジネスパートナーを連れてくるよう求められた長濵は、過去作品で関わりのあったアニメ制作会社スタジオディーンの野口和紀プロデューサーに協力を求めた。制作費の問題など課題は多かったが、野口とギルが合意して企画はスタートした。
「リフレクション」という現象と世界全体からヒーローやヴィランが生まれてくるというアイデアを長濵が話すと、スタン・リーからゴーサインが出た。当初、スタン・リーは多忙かつ高齢なこともあり、あくまでアイデア出しという形式での参加だったが、話し合いを進めていくうちに「やっぱりこれは私が書かないと」と言い出して彼自身がトリートメント（全体のあらすじ）を書くことになった。だがスタン・リーが作ってきたシナリオ構成は現代の成熟したアメコミのライターたちによる映画的で海外ドラマでも通用するようなものではなく、マーベル・メソッド的な昔のアメコミのやり方を用いたものだった。それに対して長濵が「『アベンジャーズ』や今の海外ドラマでやっているようなストーリーテリングの方法を採りたい」という話をすると、「そこは任せる。自由にやってくれ」と言われた。そして長濵が鈴木やすゆきと彼のシノプシスに肉付け作業を進めるうちに、アメリカ側のライターに任せる予定だったストーリーはスタン・リー側の意向で、シナリオからシリーズ構成まで、全て日本側に任されることになった。
米ロサンゼルスで2015年10月30日（現地時間）に開催された「COMIKAZE EXPO2015」で、本作の製作発表が行われた。

### 制作意図
「アメコミのすばらしいアートスタイルを何でそのままアニメーションにしないのだろう」という思いを抱えていた監督の長濵は、本作でそのままアメコミになるようなアニメを目指すことにした。アートスタイルはデイビッド・アジャのコミックブックの影響を受けている。長濵は制作過程でスタッフにアメリカン・コミックスを提示し、アニメの場面をプリントアウトしたらカラーのコミックスになるような表現を目指した。アニメーションはディテールを細かく突き詰めていけばいくほど嘘が出てくるので、デジタルでやれることはあえて一切やらず、極力シンプルにして見ている人間の脳で補完する部分を多くした。結果、独特の色づかいのアメコミのコマがそのまま動き出したかのような表現がなされ、時には「POW!」「ZAP!」などアメコミでよく使われる「漫符」的なエフェクトも描かれている。
本作の最終的な目的は「スタン・リー ユニバースの創造」。スタン・リーはマーベル・コミックではほとんどの原作を手掛け、映画『アベンジャーズ』シリーズに参加している面々を含めてアメコミ界の名だたるキャラクターたちを生みだしてきたが、権利的には「作ったのはスタンだがスタンのものではない」という状態なので、彼自身が自由には出来ない。そこで長濵は、彼のために「スタン・リー ユニバース」を新たに生み出すことを考えた。また日本では意外とスタン・リーの名前は知られておらず、いろいろな映画に原作者としてクレジットされてはいるが、キャラクターを演じる俳優の知名度の方が上という状態である。そして近年マーベルやDCコミックスの作品の実写化作品の勢いが凄い一方、アメリカのカートゥーンアニメには子ども向けのものが多く、アメコミ原作のアニメ作品は必ずしも評価が高くない。長濵にはそれらの状況をひっくり返したいという思いもあった。
本作は長濵が構想している「THE REFLECTIONユニバース」全体の中のごく一部で、そのユニバースの入口的な作品として、一部だけをアニメ化したものである。長濵はここを皮切りとして「スタン・リー ユニバース」を広げていきたいと考えている。長濵はアメコミやスタン・リーへの恩返しの意味も込めて、作品で今の世の中を反映したり、アメコミに興味をもってもらったりなど、様々な意味での"リフレクション"を起こすことができればと語っている。
作中のヒーローが過去のスタン作品に登場した「全身スーツ姿」や「メタルスーツ姿」であること、主要キャラ数名のファミリーネームとセカンドネームの頭文字を同じにしていること、そしてスタン・リーのカメオ出演や自ら番組のナレーションを担当していること、次回予告の最後に決め台詞「エクセルシオール（Excelsior）!!」と言う事などで、スタン・リーの作品である事を意識させている。また、キャラクターのルックスと行動が逆転していたり、コスチュームでは測れない内面を持っていたり、ヒーローががんばって敵を倒すなどの順当な展開はあまりしないストーリーや見ていて安心できない作品テイストなど、長濵が思うアメコミのイメージを数多く盛り込んでいる。
スタン・リーがジャック・カービーやスティーヴ・ディッコらと生み出したキャラクターは誰でも分かる「記号」を用いて子供でも簡単に描けるように作られているが、そういうアイコン化がアメコミらしさと考えた長濵は、日本的デザインの良さも理解しつつ、あえてその手法を用いてキャラクターをデザインしている。その結果、レトロなアメコミのキャラクターが現代にアニメ化されたかのような雰囲気を出している。
本作ではスタン・リーのやり方を再構成して再現するということをコンセプトの中心においている。スタン・リーのやり方は「科学的な要素を盛り込むことでコミックは面白くなる」と考えている人間で、『ハルク』や『スパイダーマン』、『デアデビル』などは、放射線という当時はまだまだ未知のものだったものがきっかけで誕生している。それに倣って、本作では未知の現象によって起こった大災害によって超人が同時多発的に誕生する設定になっている。
ユニバース的展開を考えているので、本作では謎がすべて解明されるわけではない。作中で起こる事件は解決するが、長濵によれば「12話で表現できるのは全体の3％くらい」とのこと。視聴者に何もかもは明かされないが、登場するヒーローやヴィランたちには本来は単独作品の主人公を張れるだけの膨大な設定・バックストーリーが用意されている。本作はそのようなスーパーヒーローが一堂に会する「いきなりアベンジャーズ状態」(直前番宣番組で用いられたフレーズより）番組になっている。またヒーローやヴィランも、さらに大勢用意されている。
コミックスや他の形式でも構わないから、本作をどうにかして次の展開に持って行きたいというのがスタン・リーと長濵の希望である。

## ストーリー
突如起こった全世界規模の大災厄リフレクションによって膨大な人命が奪われ、哀しみがもたらされた。それは、人類にとって新たなる時代を迎えるための「痛み」であったと、後に人々は知ることになる。
リフレクションから3年後の同日、ニューヨークで開催された祈念セレモニーにおいて忌まわしきテロ行為が勃発する。爆薬でも銃器でも無い、特殊な力を持つ（リフレクティッド）人間が起こす破壊と暴力の嵐に混乱する会場。そこに現れた謎のメタルスーツマン・アイガイ。彼もまたリフレクティッドであったが、テロリストを“力”で次々と無力化していく。人々はアイガイを正しき“力”の使い方を知る「ヒーロー」だと称賛するのだった。
一方アイガイの活躍の影では別のヒーローも動いていた。リフレクティッドに襲われていた少女エレノアは全身スーツマン・エクスオンに救われたことで、彼の行為の真実を求めて情報収集を開始する。
やがてエレノアはエクスオンと行動を共にする事となり、各地で活動する様々なリフレクティッドたちと出会い、レイスの配下たちと戦いながら、少しずつ事の真相に近づいていく。

## 登場キャラクター

### 主要リフレクティッド
エクスオン ( X-ON )
声 - 三木眞一郎
本作の主人公であるリフレクティッド（ヒーロー）。全身スーツ、頭部に「X」を模したデザインのマスクを被る。このスーツとマスクはどんな時も装着しており、その正体は謎。他のリフに3秒触れると能力を「コピー」する事が出来、さらに複数の能力をストック出来る。
ヴァインたちに襲われていたエレノアを助けたことを機に彼女と面識をもち、テロ行為を実行した悪のリフレクティッド「レイス」率いる組織が次に実行しようとしている企みを阻止するため、共に追う。
目立つ格好の割に隠密な行動を善しとする傾向があり、いかにも「ヒーロー」的に振る舞うアイガイを好ましく思っていない（自分の意図と無関係に突然アイガイが乱入してレイス側と派手な戦闘をした挙句、重要なキーマンを奪われた際にはパンチを見舞っている）。
他人と必要以上に関わろうとせず、協力関係にあるリフ達とも一線を置いている。エレノアに対しても冷たく突き放すような態度を取り、エレノアがレイス一味へと走る原因となってしまう。
アイガイ ( I-GUY )
声 - 三上哲
もうひとりの主人公、中世の騎士然としたメタルスーツを装着するリフレクティッド（正体であるイアン・イゼットについては後述）。「声」を生かした衝撃音声を武器とする。本来はL.A.が地元だが、訳あってニューヨークのセレモニーに姿を現し、テロリストを鎮圧。以後、リフ犯罪への対処を中心としたヒーロー活動を行い、メディアへ頻繁に露出するようになる。彼が活動する際には、どこからともなく'80sの大ヒット曲「SKY SHOW」（スカイ・ショウ）が響き渡り、これをBGMとして戦闘を行う。
当初はチーム・アイガイたちのバックアップにより派手なヒーロー活動を行っていたが、チームメンバーがレイスの手の者によって全員殺害されてしまった後はレイスへの復讐を誓い、行方を追っている（派手な行動も影を潜めるようになった）。
アイガイのメタルスーツ
チーム・アイガイのメンバーたちが、イアンがヒーローとして活動する時の為に作り上げたハイテクアーマー。アイガイが自在に空を飛べるのも、このスーツの機能によるもの。
物語の初期に使っていた青いボディカラーのアーマー（バージョン1）はイアンの自宅に作り上げた拠点でメンバー数人がかりでないと装脱着出来ないものであったが、メンバーがレイスに殺害される直前、更なるレベルアップのため、「バージョン2」が作られている。
「バージョン2」はアーマーカラーがダークブルー基調になっている以外は「1」と大きな違いはないが、サポートマシンとしてハイテクカーも作られており、通常の移動にはこちらを使うようになった。この車にはナビゲーション用のコンピューターも装備されている（「チーム・アイガイ」の節に詳述）。

イアン・イゼット
声 - 三上哲
元ロック歌手。80年代に歌った「スカイ・ショウ」が世界的にメガヒットするも、後が続かず歌手としては「一発屋」扱い。しかし「スカイ・ショウ」の版権収入が莫大なのでチョッとした富豪レベルの資産を有する。リフレクションが発生するまではL.A.でセレブたちを招いて夜な夜なパーティを開き、持て余した時間と金を湯水のように使って憂さを晴らしていた。リフになった事で普通に歌えなくなってしまいシンガー生命を絶たれてしまうが、逆にそれを使ってヒーローになろうという「夢」を手に入れた。しかし今でもスター意識が強い彼が正体を伏せて「アイガイ」になっているのには複雑な心情があるようで、人気者のアイガイを時に「ポッと出のやつ」などと、まるで別人に対するかのように言って嫉妬心を吐露する事もある。
ヒーロー活動を始めて以降は特に強敵も現れず、リフ犯罪者たちを次々と鎮圧出来ていたが、それはレイスが自分の組織に入り易そうなタイプのリフレクティッドを効率良く見つけ出すため、わざとアイガイに捕まえさせていたからである（事実、それらのリフ犯罪者たちは警察に逮捕された後、大半が何者かの手引きで脱獄し闇に消えている）。ある程度の活動実績を積んだ時期、彼の元にレイスの幻影が現れ「“灯台”としての役割は終わった」と言って「報酬」の札束を一方的に押し付けて去る。その時、彼は自分が「道化」だったと知る。更に自分を支えてくれていた「チーム・アイガイ」の面々も、レイスによって命を奪われる不幸に見舞われる。
エレノア・エヴァーツ
声 - 伊瀬茉莉也
ごく短距離の瞬間移動能力を持つ リフレクティッドの少女だが、通常はPCスキルを活かした情報収集・操作を行う。エクスオン登場以来、力を正しく使う彼を調べるようになる。
エクスオンと出会った際、弟子になりたいと伝えるも拒否される。「エクスオンに認めてもらいたい」という思いを持ちつつも、大して役に立てない（と思い込んでいる）自分に苛立ちを感じている。
レイスは彼女にリフの中でも特別な「能力」を感じているらしく、アレン姓の女性たち（後述）と共に自分の手元に置くため度々接触を図っている。彼女は最初は拒絶したが、次にニューオーリンズで拉致されたマイケルの同胞たちの解放を条件にされてしまい、やむを得ず誘いに乗る（レイスの真意を探るという意味もあった）。
リサ・リビングストン
声 - 花村怜美
ある田舎の町に住む、下肢にハンディキャップを持つ少女。車いす短距離走の選手でもあり、いつも明るく好奇心旺盛な性格。
リフレクティッドである事は父親（声 - 宇垣秀成）とカウンセラーしか知らなかったが、スティールが彼女に能力の発露を見出し拉致した際、感情の高まりにより能力が発現。自分を狙う組織から父を守るため、エクスオン&エレノアと行動を共にするため町を離れた。
ビッグホイール
リサがリフレクション能力を発動する事により、愛用の車いすが巨大なロボットに変形した状態。リサは能力発動中このロボに乗り込んで戦う。外見は1950～60年代のレトロ玩具ロボのようだが、パワー・武装は現代兵器に匹敵し、短時間ではあるが空中を飛翔する事も出来る。戦闘後、リサは大抵眠っている。

マイケル・ホーデン
声 - 関俊彦
ニューオーリンズでリフレクティッドを確保し、誰かに売りつけるという噂の男。その行動から「マーチャント・アンド・トレーダー」（商店と商人）なる異名を持つ。
彼もまたリフであり、眼で見た他者がリフかどうかを判別することができる（厳密にはリフレクティッドしか見えず、普通の人や物は一切見えない盲目者）。その行動の真意は普通の人間たちによる迫害から同胞のリフたちを守り、匿うためであった。
「アレン姓の女性」を含め同胞（約30人）をレイス側に全員奪われてしまい、彼らを奪還するため恋人・ヴィーと共同でエクスオンたちに協力する。
ヴィー・レ
声 - 柚木涼香
マイケルの恋人。リフレションに遭い命こそ助かったが自身を巨大な甲殻状の「殻」で覆い、マイケルの呼び掛けにも応えず心を閉ざし続けている。
ヴィーの殻
ヴィーを覆う怪物のような物体。マイケルの言うことには条件反射的に、ある程度の反応を示すので、簡単な行動くらいなら命令できる。外身は硬く、拳銃の弾程度では簡単に傷付けられない。なおマイケルに重大な危機が及ぶと「殻」が剥がれ落ち、まるで鬼のような青いボディが露出する。
マイケルは「殻」を自分がリフになる前の頃、ヴィーのために色々と無茶な方法で金を稼いでいた事に対し、彼女が悲しんで拒絶する心が形を成したものだと考えている。
ニューオーリンズでエレノア&マイケルがスティール・ルーラーたちと交戦中、ヴィー本体がマイケルと心を通わせ一時的に「殻」を解き放った後、通常は人間サイズにまで縮小した状態で纏っている。

### 敵対するリフレクティッド
レイス
声 - 宮田幸季
リフレクションの力に覚醒した者（リフレクティッド）たちを纏め上げ、いつしか巨大な闇組織のリーダーとなった正体不明の男。普段は全身をマントと仮面で覆う。
彼は徹底して存在を隠す事を旨としているようで、現在その行方はごく一部の者しか知らない。通常はミスターミスティックやスティールが彼の意志を受け組織を実働している。
エレノアやイアンに幻影という形で時折り接触を図っており、特にエレノアには積極的に自分へ協力するように誘いをかけている。彼に言わせると、この世界を一つにしてリフレクティッドたちの物にする事が「ダークネス」（詳細不明）の望みであるとの事。
その正体はリフレクションの際に光と煙を同時に浴びたエレノアの心の闇。両親に愛されなかったエレノアが、死んでしまった兄・イーサンを「両親に愛されるもう一人の自分」として心の中で生み出し、そこに煙が取り憑いた結果レイスとして具現化した。
エレノアを取り込んだ後、ホワイトサンズでアレン姓の人々の持つテレポーテーション能力を利用して多くのリフを集め、ダークネスを呼び出そうとするが、死んだと思っていたエレノアや、エクスオン達の必死の抵抗を受け、最後はアイガイの最大出力の一閃で消滅した。
スティール・ルーラー
声 - 日笠陽子
地球に存在する金属ならば何でも意のままに操作出来る女性。レイスの配下の中でも忠誠・心酔の気持ちが特に極まっており、彼の意に反する者は味方すらも容赦しない「鋼鉄の意思」を持つ。
現在はレイスの命により、全米各地にいるリフレクティッドたちの能力を発現させ仲間を多数（強制的にでも）集めようとしている。
幼い頃に家族を失くし、誰にも手を差し伸べられることのないまま路頭を彷徨い生きてきた。自らの境遇がエレノアの抱える孤独に重なる部分もあり、彼女に対しては複雑な感情を抱いている。
最終戦ではレイス一味でありながら唯一「エレノアの声」が届き、レイスから離反する。
フレイミング・フューリー
声 - 三瓶由布子
強力な炎を生成する事が出来る女性。能力の応用にも長け、飛行にも使用したり水中でも火炎を放出する事すら可能。立場的にはスティールよりも下の模様。
ミスターミスティック
声 - 西村知道
初老の男性。元は天文学者で、リフレクション現象を察知して各方面に警告していた過去を持つ。現在はリフレクティッドを探知出来る能力を使い、様々な意志伝達・監視活動を行う。
モデルはスタン・リー。
デッド・ウィング
声 - 樫井笙人
見た目は完全にコウモリ男だが、リフレクション能力に覚醒した際に身体が変化したためであり、れっきとした人間の男性（少なくとも本人はそう主張する）。見た目通り、超音波攻撃や翼による隠密飛行などが得意。
ニューヨークでアイガイに倒されたあと確保・護送されるが、スティールに救出される。
チーム・アイガイの面々を殺害した張本人であり、事実を知り激昂したアイガイの一閃により体を両断されるが、すぐに肉体を修復してホワイトサンズでアイガイと対峙する。
最期はナインスワンダーの援護を受けたアイガイの一閃で敗北した。

#### エクスオンたちと戦ったリフレクティッド
リキッド・テラー、ヴァイン、フィアサム・フロッグ
声 - 坂口候一（リキッド）、三宅健太（ヴァイン）、うえだゆうじ（フロッグ）
デッド・ウィングと共にセレモニーを襲撃したリフたち。リキッドはカラダを液体に変えて攻撃する、ヴァインは身体からテープ状の物質を自由自在に伸縮させ一度はエレノアを捕縛する。フロッグはカエル男のような風貌で、カエルのように壁に貼り付き、長い舌で他者を絡めとる。
彼らの能力は現在エクスオンがコピー&ストックしており、特にヴァインの能力は移動や敵の補足などに常用している。
スウェル
声 - 園部啓一
エクスオンがリキッドたちと遭遇する少し前に出くわした東洋人風のレイス配下。クンフーらしき拳法を使い、「セイ!」という掛け声とともに四肢を通常の数倍に大きくし、破壊力をアップできる。
エクスオンと交戦した際、能力をコピーされ逆に拳一撃で倒された（この能力はリキッドたちとの交戦時にも使っている）。
ピュートリッド
声 - 戸部公爾
スティールと共にリサを拉致しようとした極端な肥満体のリフ。能力発動時には身体が縦断し、内部にシュレッダーのような回転体が露出。本人の談によるとこれを使って他者のポテンシャルを引き出せる模様。
このほか驚異的な身体復元能力を持っているらしく、父親が窮地に陥った状態を見たリサが能力を発動し、逆にボロボロに倒されたが、ひと段落ついた後には元の姿に戻っていた。
ヴォルト・ヴォーテックス
声 - 小野賢章
ニューオーリンズにてスティールの命令でリサと交戦したリフ。強力な電撃を放出することができる。
シーサーペント
声 - 石野竜三
サンアントニオでアレン姓の女性（後述）を拉致しようと白昼堂々現れたリフ。ウミヘビのような外見をしている。
ヴィーが拉致を阻止しようと交戦したが逃げられ、女性の保護に失敗した。

### アレン姓の女性たち
全員が「アレン」というファミリーネームを持つ（結婚して姓が変わった者も含む）、レイスたちが拉致している人々。リフレクション能力者であるのは間違いない（マイケルの「眼」などで確認）。
エクスオンとエレノアは彼らを一人でも保護し、闇に潜むレイスと接触する機会を作り出す事を目的に全米各地を旅しているが、ことごとくレイス側に奪われる。最後に残った二人の母娘のうち、老母マーガレット（声 - 京田尚子）はスティールとの交戦中に落命。その娘ニーナ（声 - 小林愛）もマーガレットが命尽きる前に能力を発現させどこかへと転送、行方を絶ったが、レイス側によってホワイトサンズに連れてこられていた。
物語の終盤でアレンの姓を持つ人々の多くがテレポーテーション能力を発現していた事と、レイスはそれを利用して多くのリフをホワイトサンズの1か所に集めようとしていた事が判明した。
レイスの洗脳によって能力を発動し約500人のリフを一度に転送させたが、激しい消耗に耐えきれずニーナを除く全員が死亡した。

### ナインスワンダー
日本の女子高生4人組。全員が同じ学校の同じクラスにいる。本作の舞台から遠く離れた日本の地で、セレモニー襲撃事件をスマホを通しライブ配信で目撃した事をきっかけに、「行動」を開始する。同時期に、日本で「まるでアニメから抜け出してきたかのような4人の“魔法少女”」が現れたと報道されはじめているが、彼女たちとの関係は最終回で明かされる。物語の後半で彼女たちの学校が修学旅行を行うため、目的地のL.A.にやって来るが、多くのリフを1か所に集めようとするレイスの企みによってホワイトサンズに飛ばされてしまう。最終戦では戦隊ヒーローのような衣装で登場し、それぞれが地・水・火・風を操る能力を使い、アイガイと共闘してデッド・ウィングを倒した。その後エクスオン達とも合流し、全員での同時攻撃でレイスに大ダメージを与え、アイガイへのアシストを果たした。演じているのは9nineのメンバー4人。英語吹き替え版では彼女達のセリフは日本語音声のままで、英語の字幕処理が施されている。
ウキ
声 - 佐武宇綺
パープル。風の能力者。必殺技「ウィンドブラスト」で敵を吹き飛ばす他、味方を飛行させることも出来る。
サヤカ
声 - 西脇彩華
オレンジ。光の能力者。必殺技は光のエネルギー弾を敵に発射する「シャイニングフラッシュ」。
カナエ
声 - 吉井香奈恵
ピンク。火の能力者。必殺技の「バーニングフレア」で敵を焼き尽くす（弱火も可能）。
ヒロナ
声 - 村田寛奈
イエロー。土の能力者。必殺技は大地を隆起させる「アースシェイカー」。攻撃だけでなく敵の捕縛も可能。

### 非リフレクティッド
デボラ
声 - 土井美加
N.Y.のセレモニーで事態収拾のために動く女性。D.C.直属の組織に属しており、リフ犯罪者たちを確保・護送するなどが任務の模様。
エクスオンとは利害関係が一致したときのみ緩やかに協力し合う関係にあるが、正体については「通り一遍の事」くらいしか情報をつかんでおらず、はっきりとは知らない。
ジム
声 - 中尾隆聖
エクスオンの協力者である探偵。アレン姓の女性たちをことごとくレイス側に拉致された状況を打破するため、エクスオンが呼び寄せた。結婚して姓が変わっていたマーガレットの居場所を即座に捜し当てる。

#### チーム・アイガイ
アイガイ（イアン）をサポートするスタッフたち。アーロンがリーダー的存在であり、その他のスタッフはアーロンの指揮で動く。イアンが能力に覚醒めた後、何らかの経緯で彼をヒーロー「アイガイ」としてメディアが取り上げずにはいられないスターになれるようお膳立てた。アイガイ活動中はメディアへのウケを狙って、ライブコンサートのビジュアル演出的な事もする（#概要に記載した「POW!」などの漫符は、劇中では彼らがプロジェクションマッピング技術で、建物の外壁に投影している設定になっている）。のちにレイス一味によって全員が殺害されている。
アーロン・アーバイン
声 - 玄田哲章
チームのまとめ役。まだ駆け出しだった頃のイアンを見出し、長年に渡り苦楽を共にしてきた人物。世話焼きで面倒見が良く、自暴自棄に陥ったイアンを見捨てることなく側で支え続けた。
コンピューター
アイガイのアーマー「バージョン2」と共に作られたアーマーとハイテクカーに備え付けられたナビゲーションシステム。システム音声にチームメンバー全員の声が使われている。AIが実装されているらしく、イアンと簡単な会話コミュニケーションが取れる。
ジェイ・イッテンバッハ
声 - 相馬幸人
ティム・アングル
声 - 佐々木啓夫
エンリコ・イラーリオ
声 - 小田柿悠太

#### その他 関係者
トレヴァー・ホーン
声 - 鈴木琢磨
かつてイアンと組んで「SKY SHOW」を大ヒットさせたイギリスの大物音楽プロデューサー。イアンからネットホンで「また組もう」と誘いをかけられるが、彼は現在アイガイのほうに注目しており、アイガイと組みたいと逆提案。イアンは憤慨して一方的に切断した。

## 用語
リフレクション（現象）
ある日、地球全土で同時に観測された、緑色の光線が空を不規則に反射して覆いつくしていく現象のこと。
光線はしばしば地表にまで到達したが、同時に現れた黒い煙状の物質が地上に到達するのを防いだために、あたかも空中で乱反射しているように見えたことから、「リフレクション（反射）」と呼ばれるようになった。
リフレクティッド（能力者）
「リフレクション」時に光線や煙に貫かれて異能を得た人間たちのこと。大半は死亡したが、生き残った者たちには特別な能力が宿った。貫かれたのが光か煙かで宿る能力の方向性が異なり、能力の発現タイミングにも個人差がある。
光に貫かれた者は、瞬間移動など人の姿を保ったままで発動できる能力が多い。一方、煙に貫かれた者は、獣化や液状化など、人の形を保てなくなる能力が多い。
彼らの存在は世間一般に認知されているものではないが、様々な怪異の目撃情報などから、人々は異能の者の存在を疑い始め、漠然とした不安感や不信感を持ち始めている。

## スタッフ
- 原作 - スタン・リー、長濵博史[3]
- 原作協力 - POW! Entertainment、ギル・チャンピオン、マット・マレー、マッカーシー理咲子
- 製作総指揮 - スタン・リー
- 監督・キャラクター原案 - 長濵博史[3]
- シリーズディレクター - そ〜とめこういちろう
- シリーズ構成・脚本 - 鈴木やすゆき[3]
- ストーリー監修 - マッカーシー理咲子
- キャラクターデザイン - 馬越嘉彦[3]
- 総作画監督 - 山田正樹
- エフェクト作画監督 - 戸倉紀元
- 動画チェック - 佐藤可奈子
- 色彩設計 - 梅崎ひろこ
- 美術監督 - 飯島寿治
- 美術設定 - 飯塚恵梨香
- 撮影監督 - 米澤寿
- CG監督 - 今垣佳奈
- 編集 - 松村正宏
- 音楽 - トレヴァー・ホーン
- 音楽ディレクター - 野崎圭一
- 音響監督 - たなかかずや
- 音響効果 - 川田清貴
- 音響制作 - HALF H・P STUDIO
- エグゼクティブプロデューサー - 濵田健二、浦崎宣光
- プロデューサー - 唐云康、丁家辉、遠藤直子、秋尾浩史、百田英生、井口亮、吉原聡、柏木誠
- アニメーションプロデューサー - 中田善文
- 企画 - 李豪凌、庄向松、河野聡、斉田秀之、南沢道義、水野英明、押田敦、加藤雅樹、池田慎一郎
- アニメーション制作 - スタジオディーン[3]
- 制作・著作 - THE REFLECTION製作委員会[3][注 1]

## 主題歌
オープニングテーマ「Main Theme」
作曲 - トレヴァー・ホーン
エンディングテーマ「SunSunSunrise」
作詞・作曲 - トレヴァー・ホーン / 日本語詞 - 津波幸平 / 歌 - 9nine
劇中歌「SKY SHOW」
作詞・作曲・歌 - トレヴァー・ホーン

## 各話リスト
| 話数       | サブタイトル             | 絵コンテ          | 演出                                            | 作画監督                                                  | 放送日         |
| ---------- | ------------------------ | ----------------- | ----------------------------------------------- | --------------------------------------------------------- | -------------- |
| EPISODE.01 | セレモニー               | 長濵博史          | そ〜とめこういちろう                            | 佐藤浩一、大塚八愛、中島里恵 小林利充、戸倉紀元           | 2017年 7月22日 |
| EPISODE.02 | サバイバー               | 伊勢昌弘          | 伊勢昌弘                                        | 小田真弓、中本尚、手島はやと 佐藤浩一、戸倉紀元           | 7月29日        |
| EPISODE.03 | リサ                     | 森田宏幸          | 安藤貴史                                        | 柳野龍男、佐藤浩一、和田高明 中澤勇一、重松晋一           | 8月5日         |
| EPISODE.04 | ニューオーリンズ         | 桜井弘明          | 白石道太                                        | 佐藤浩一、大塚八愛、中島里恵 小林利充、和田高明           | 8月12日        |
| EPISODE.05 | ヴィーとマイケル         | 斎藤哲人          | 浅見松雄                                        | 小林一三、青柳謙二、小笠原りえ 戸倉紀元                   | 8月19日        |
| EPISODE.06 | サンアントニオ           | ボブ白旗          | ボブ白旗                                        | 佐藤浩一、大塚八愛、小田真弓 手島勇人、中島里恵           | 8月26日        |
| EPISODE.07 | チーム・アイガイ         | 川瀬敏文          | 加藤顕                                          | 大塚八愛、小田真弓、佐藤浩一 清水勝祐、中島里恵           | 9月2日         |
| EPISODE.08 | ビーフ・オア・フィッシュ | あべたつや        | ムラタナオキ                                    | 中本尚、小林利充、大塚八愛 中島理恵、佐藤浩一             | 9月9日         |
| EPISODE.09 | ダウンタウン L.A.        | 中山岳洋          | 白石道太                                        | リー クワン、戸倉紀元                                     | 9月16日        |
| EPISODE.10 | エレノア                 | 森田宏幸          | 三好正人                                        | 小林一三、青柳謙二、小笠原りえ 戸倉紀元                   | 9月23日        |
| EPISODE.11 | ホワイトサンズ           | 藤原良二 笹木信作 | ムラタナオキ                                    | 佐藤浩一、大塚八愛、小林利充 キム サングバム、リー クワン | 9月30日        |
| EPISODE.12 | ザ・リフレクション       | 伊勢昌弘 藤原良二 | 伊勢昌弘、浅見松雄、加藤顕 そ〜とめこういちろう | 小林一三、佐藤浩一、小田真弓 大塚八愛、小林利充           | 10月7日        |

## 映像ソフト
2018年2月23日に、Blu-ray BOXが特装限定版（BCXA-1299）と初回限定版（BCXA-1300）の2形態で発売された。